# Bife à parmegiana
Bife à parmegiana ou filé à parmegiana, é um prato paulistano, que acabou sendo copiado por todo o Brasil. É um tipo de bife frito, composto por um pedaço de carne fatiado, empanado com farinha de trigo e ovos (clara de ovo), coberto com queijos mozarela, fatias de presunto e parmesão e bastante molho de tomate e condimentos como orégano a gosto. As vezes o queijo parmesão é substituído por fatias de queijo muçarela. Embora seja um prato inventado em São Paulo, Brasil, é muitas vezes, no próprio país, erroneamente considerado uma receita italiana a julgar pelo nome.

## Origem do nome
O nome parece derivar do italiano parmigiana, que significa aquilo ou aquele que vem de Parma, na Itália. No entanto, apesar do nome, o bife à parmegiana não existe em Parma. Ele é, na verdade, resultado da influência italiana sobre a culinária paulista - ou seja, é um prato brasileiro. Sobre isso o sociólogo Carlos Alberto Dória, da Unicamp, faz uma crítica, em seu livro "A Formação da Culinária Brasileira":
"O bife à parmegiana não é reconhecido como 'coisa nossa' porque não se encaixa na matriz de convergência étnica, em que o branco é representado apenas pelos portugueses".
Esta mistificação ou estereótipo próprio da população brasileira ignora o fato de que, em muitas regiões do país, como no estado de São Paulo, a influência de outras populações europeias supera em muito aquela deixada pelos portugueses.
Apesar de ser nacionalmente chamado bife à parmegiana, alguns ainda no interior do Brasil o chamam de bife ensopado com queijo ralado, pois recebe uma certa quantidade de molho de tomate, dando a impressão de ser ensopado.

## Acompanhamentos
A receita mais encontrada em São Paulo é o filé à parmegiana acompanhado de arroz, fritas e em alguns casos feijão. Porém há os que defendem que a versão mais adequada seria com macarrão espaguete ao molho sugo (Molho de Tomate). Outras versões com fettuccine ou linguine.